# Рено IV де Понс
Рено IV де Понс (Renaud IV de Pons) (р. 1300/1304, погиб в битве при Пуатье 19 сентября 1356) — сеньор Риберака и Понса, виконт Карла и части Тюренна.
Сын Жоффруа V де Понса (ум. не ранее 1317) и его жены Изабеллы де Родез.
От отца унаследовал Риберак и часть виконтства Тюренн, от матери — виконтство Карла, от двоюродного племянника Эли Рюделя II — сеньории Понс и Бержерак (1332/1334). В 1332 году граф Комменжа Бернар VIII признал за Рено IV права на часть Тюренна с титулом виконта (другой частью владел он сам).
В 1338 г. продал королю Филиппу VI замок и сеньорию Бержерак, в связи с тем, что на них претендовали Мата д'Альбре, вдова вышеупомянутого Эли Рюделя II де Понса, которая собиралась передать их английскому королю Эдуарду III, и граф Перигора Аршамбо IV - муж Жанны де Понс, сестры Эли Рюделя II (к тому времени умершей).
С 1345 года на службе французского короля.
Погиб в битве при Пуатье 19 сентября 1356 года.
Жена (брачный контракт от 26 января 1320 года) — Жанна д’Альбре (ум. не позднее 27 января 1357), дочь Аманье VIII д’Альбре. У них было 10 детей, из которых только один сын:
- Рено V де Понс — погиб в битве при Пуатье 19 сентября 1356 года вместе с отцом.